# Gutalax
Gutalax est un groupe tchèque de grindcore, originaire de Křemže.

## Histoire
Gutalax est formé au printemps 2009 par les membres Průduch, Pouřík, Kebab et Maty. Le nom du groupe est basé sur le laxatif Guttalax. Dès septembre de la même année, sept titres sont enregistrés pour le premier album, qui sort sous forme de split avec le groupe italien Cannibe. Le premier album personnel, Shit Beast, est enregistré en janvier 2011 et sort sur le label tchèque Bizarre Leprous Production. Début 2014, le groupe enregistre son deuxième album Shit Happens, qui sort ensuite en 2015 sur le label allemand Rotten Roll Rex,,.
Pour célébrer ses 15 ans d'existence, le groupe entame une nouvelle tournée européenne, avec un passage notable à Paris, en France, le 22 octobre 2024.

## Style musical
Les membres de Gutalax qualifient leur style musical de « gore 'n' roll », composé d'un mélange de goregrind et de pornogrind avec une dose d'humour. Leurs chansons parlent généralement de matières fécales et de sexe. 

## Discographie

### Albums studio
- 2011 : Shit Beast (Bizarre Leprous Production)
- 2015 : Shit Happens (Rotten Roll Rex)
- 2021 : The Shitpendables (Rotten Roll Rex)

### Split albums
- 2009 : Telecockies (avec Cannibe)
- 2013 : Shit Evolution (avec Haemorrhage)
- 2017 : The Anal Heros (avec Spasm)

### Singles
- 2019 : Shitbusters